# Rebelião do Grupo Wagner
Em 23 de junho de 2023, o Grupo Wagner, um grupo paramilitar russo que anteriormente estava intimamente aliado ao governo russo sob o presidente Vladimir Putin, se rebelou contra o exército russo. A rebelião ocorreu após crescentes tensões entre o líder do Wagner, Yevgeny Prigojin, e o Ministério da Defesa russo.
Prigojin descreveu a rebelião como uma vingança pelo que ele disse ter sido um ataque às suas forças pelo Ministério. Ele rejeitou a justificativa do governo russo para a invasão da Ucrânia, culpou o ministro da Defesa russo, Sergei Choigu, pelos fracassos militares russos e o acusou de conduzir a guerra em benefício das elites russas. As forças de Prigojin afirmaram ter tomado Rostóvia do Dom, um importante centro logístico com um quartel-general militar chave, e avançaram em direção a Voronej e depois Lipetsk, na direção de Moscou. Depois de negociar um acordo com o presidente bielorrusso Alexander Lukashenko, Prigojin concordou em cessar o avanço do Grupo, embora o Wagner ainda controlasse muitas áreas da Rússia.
Em resposta, o Serviço Federal de Segurança (FSB) abriu um processo criminal contra Prigojin por "incitar uma revolta armada". Em um pronunciamento televisionado em 24 de junho, Putin chamou as ações do Grupo Wagner de "traição" e prometeu suprimir a rebelião. De fato, em 23 de agosto de 2023, dois meses após o motim, Prigojin e nove outras pessoas (incluindo membros da cúpula do Grupo Wagner), foram mortos em um acidente aéreo no leste da Rússia, com analistas afirmando que o ocorrido foi, na verdade, um assassinato político.

## Antecedentes
Diante do contexto da invasão da Ucrânia pela Rússia em 2022, houve um aumento significativo na influência de Yevgeny Prigojin e do Grupo Wagner. De acordo com estimativas de inteligência ocidental, o número estimado de combatentes do Wagner aumentou de "vários milhares", em 2017-2018, para 50 mil até janeiro de 2023.
Segundo o Meduza, às vésperas da invasão russa na Ucrânia, Prigojin desenvolveu relações tensas com a liderança russa, entrando em conflito tanto com o Ministério da Defesa quanto com a Administração Presidencial da Rússia. Prigojin criticou Sergei Shoigu pelas ações do exército russo na Síria, afirmando que os militares russos estavam operando lá com "métodos desatualizados". Por sua vez, Shoigu não gostava da provisão de alimentos fornecido ao exército russo pelas empresas de Prigojin.
O crescimento da influência do Grupo Wagner ocorreu devido ao fracasso dos planos iniciais da liderança russa de derrotar rapidamente a Ucrânia. Nos primeiros meses da invasão da Ucrânia, o exército invasor sofreu perdas significativas, mas o presidente russo Vladimir Putin adiou o anúncio de mobilização por muito tempo. Nessas condições, as autoridades russas começaram a recrutar ativamente mercenários para participar das hostilidades na Ucrânia. Prigojin recebeu recursos significativos, incluindo aviação própria e o direito de recrutar prisioneiros russos para o Wagner. O Wagner foi visto como se transformando em um exército privado de Prigojin, operando fora da legislação russa e da hierarquia militar da Federação Russa. O Ministério da Defesa e o Estado-Maior russo estavam insatisfeitos com essa situação e começaram a tentar limitar a crescente influência de Prigojin. Yevgeny começou a criticar publicamente o Ministério da Defesa da Rússia de forma contundente.

## Cronologia

### 23 de junho
Em 23 de junho de 2023, um vídeo foi divulgado em canais do Telegram associados ao Grupo Wagner, que, segundo Yevgeny Prigojin, foi feito no local de um ataque de mísseis a um acampamento de mercenários. O jornalista do Bellingcat, Arik Toler, observou que a localização do suposto ataque coincide com vídeos previamente filmados pelo correspondente de guerra Alexander Simonov, que visitou o acampamento. Na mesma noite, Yevgeny Prigojin anunciou o início de um conflito armado contra o Ministério da Defesa. A mensagem apareceu no canal do Telegram de seu serviço de imprensa. Prigojin acusou Shoigu de usar artilharia e helicópteros, e alegou que ele "fugiu covardemente de Rostóvia do Dom às nove da noite". O Ministério da Defesa russo negou as acusações de atacar os acampamentos do Wagner. Em seguida, o Ministério Público da Federação Russa informou que um caso foi aberto contra Prigojin com base no Artigo 279 do Código Penal da Federação Russa (rebelião armada). Os generais Sergey Surovikin e Vladimir Alekseev apelaram aos combatentes do Wagner, instando-os a "parar".
Logo em seguida, o Primeiro Canal anunciou um "boletim de emergência", com a apresentadora Ekaterina Andreeva alegando que as declarações feitas em nome de Prigojin sobre supostos ataques das forças do Ministério da Defesa às posições do Grupo Wagner eram falsas e que o presidente Vladimir Putin havia sido informado sobre a situação em curso.
Durante a noite de 23 para 24 de junho, foi divulgada uma gravação de áudio em nome de Prigojin, que afirmava que o Grupo estava entrando em Rostóvia do Dom e pedia às forças do Ministério da Defesa que não se opusessem ao seu exército.

### 24 de junho

#### Avanço em direção a Moscou

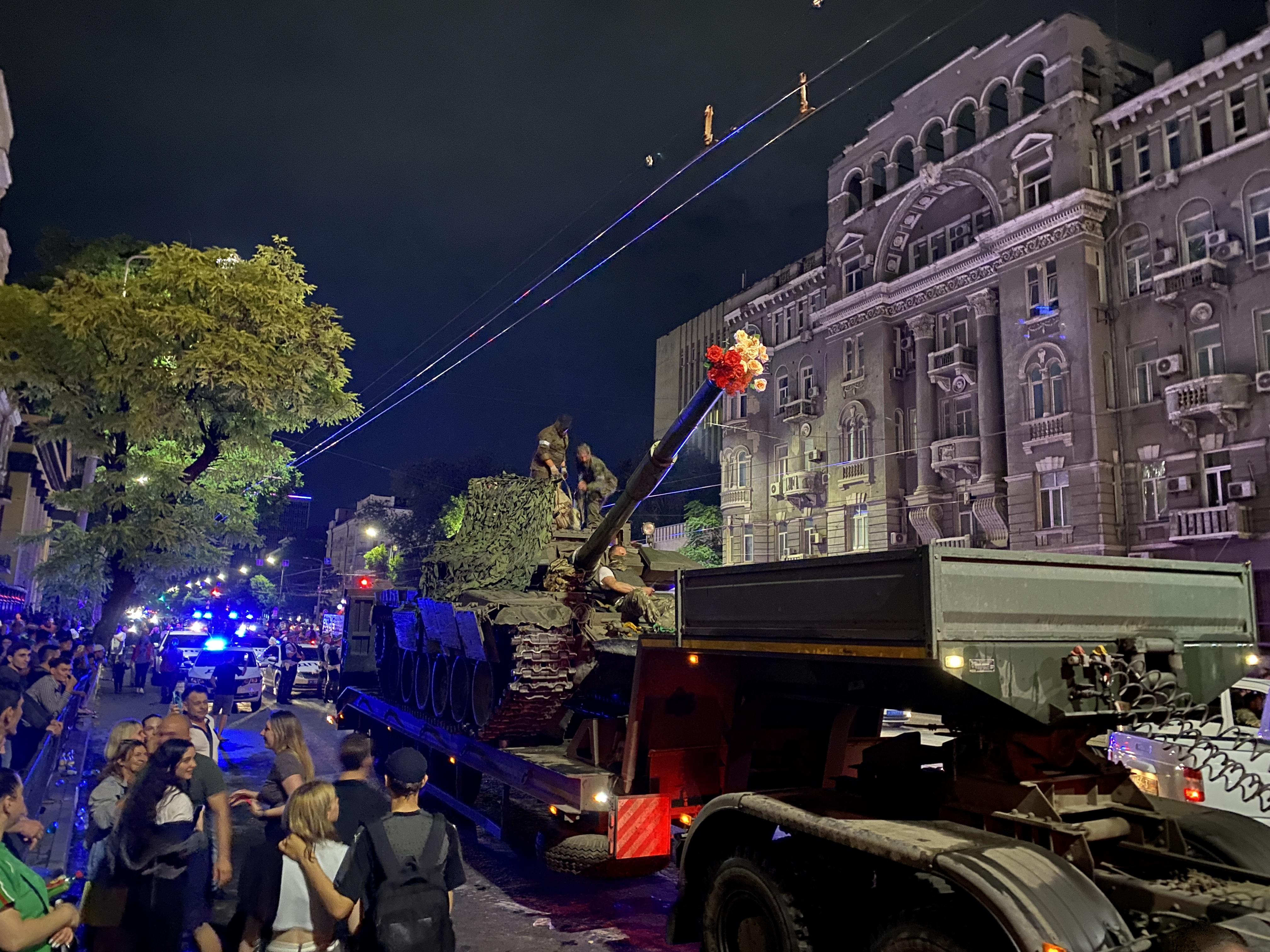
Uma multidão em Rostóvia do Dom observando um tanque do Grupo Wagner deixando a cidade.

Em uma nova mensagem de áudio divulgada em nome de Prigojin, o líder do grupo mercenário afirmou que os combatentes da Wagner derrubaram um helicóptero militar que abriu fogo contra um comboio do Grupo.
Prigojin foi acusado de organizar uma revolta armada depois de ameaçar atacar as forças russas em resposta a um ataque a seus soldados paramilitares. As forças de segurança o acusaram de lançar uma tentativa de golpe, enquanto ele prometia uma "marcha da justiça" contra o exército. Prigojin divulgou um áudio afirmando que a Wagner havia deixado a Ucrânia e estava avançando em direção a Rostóvia do Dom. Generais de alta patente instaram os combatentes da Wagner a se retirarem. Enquanto isso, o FSB afirmou ter apresentado acusações criminais contra Prigojin e se movimentado para prendê-lo.
De acordo com relatos da mídia estatal e de algumas mídias ocidentais, o Wagner assumiu o controle do prédio do Distrito Militar do Sul em Rostóvia do Dom. Imagens não confirmadas supostamente mostraram confrontos ocorrendo na cidade entre o Wagner e o exército. Um comboio de pessoal da Wagner avançando em direção à capital foi atacado por helicópteros russos. Os governadores das regiões do Oblast de Lipetske e do Oblast de Voronej pediram a todos os civis que permanecessem em casa, após relatos de colunas militares e confrontos ao longo das rodovias. O prefeito de Moscou, Sergei Sobyanin, anunciou a implementação de medidas antiterroristas na capital.
As postagens nas redes sociais mostraram imagens de confrontos entre as tropas da Wagner e o exército em Voronej, com a Reuters citando relatórios militares. De acordo com relatos da mídia, o grupo Wagner assumiu o controle de todas as instalações militares na cidade. Algumas horas depois, a BBC confirmou que pessoal da Wagner foi avistado avançando pelo Oblast de Lipetsk, entre Voronej e Moscou. A Reuters informou que fora de Voronej, as forças da Wagner foram atacadas por helicópteros governamentais. O Der Spiegel relatou que todos os voos saindo de Moscou estavam esgotados, pois as pessoas tentavam fugir da coluna que se aproximava.
O jornal britânico The Independent informou amplamente que "uma rebelião armada está marchando em direção a Moscou". De acordo com o site de rastreamento de aviões FlightRadar, um avião usado por Putin partiu de Moscou em direção a São Petersburgo. Segundo o Kremlin, Putin não estava a bordo, permanecendo no Kremlin, de acordo com o porta-voz Dmitry Peskov.
Sergei Sobyanin anunciou que as ações antiterroristas dentro de Moscou seriam intensificadas e que um regime de operação contra o terrorismo está sendo estabelecido na Rússia. Além disso, o FSB estabeleceu postos de controle na entrada e saída da cidade e segurou várias pontes nos subúrbios do sul. Sobyanin também anunciou que 26 de junho seria um dia não trabalhado na cidade, instando todos os residentes não afiliados ao exército russo ou ao complexo industrial militar a permanecerem dentro de casa. Além disso, as delegacias de polícia em Moscou têm sido inundadas com ameaças de bomba em toda a cidade por chamadas de pessoas que afirmam ser pessoal do Wagner.

### Conversas com Lukashenko e acordo para interromper o avanço
O presidente bielorrusso Alexander Lukashenko se reuniu com Prigojin em 24 de junho, a pedido de Putin. Lukashenko aparentemente intermediou um acordo no qual os combatentes do Grupo Wagner concordaram em interromper seu avanço e retornar à Ucrânia em troca de garantias de segurança. Em um comunicado de áudio, Prigojin disse que concordou com o acordo para evitar um possível derramamento de sangue e que suas forças estavam "virando as colunas e retornando aos acampamentos de campo de acordo com o plano".

#### Consequências
Em seu comunicado oficial, Prigojin disse: “Eles iam desmantelar o Grupo Wagner. Saímos em 23 de junho para a Marcha da Justiça. uma única gota de sangue de nossos combatentes. Agora, chegou o momento em que o sangue pode derramar. É por isso que, entendendo a responsabilidade de derramar sangue russo de um lado, estamos voltando nossos comboios e voltando para os acampamentos de acordo com o plano". Além da interrupção da marcha do Grupo Wagner para Moscou, nenhum detalhe foi divulgado sobre o negócio negociado ou sobre as especificidades do plano.  Perto das 23h (UTC+3), o Grupo Wagner começou a retirar suas forças de Rostóvia do Dom.
O porta-voz do Kremlin, Dmitry Peskov, anunciou que as acusações contra Prigojin seriam retiradas e ele seria enviado para a Bielorrússia. Os combatentes de Wagner não serão processados, e aqueles que não participaram da rebelião podem assinar contratos com o Ministério da Defesa.
Em 26 de junho, Prigojin divulgou uma declaração gravada em que ele defendia a rebelião. Ele afirmou que a intenção era salvar o Grupo Wagner e responsabilizar os funcionários governamentais incompetentes. Prigojin deixou claro que o objetivo da insurreição não era derrubar o governo. Ele reiterou sua acusação de que o bombardeio das tropas da Wagner pelo exército regular foi a causa imediata da rebelião. Além disso, ele afirmou que a rebelião foi interrompida para evitar derramamento de sangue e que as forças militares regulares foram as primeiras a abrir fogo durante a rebelião, resultando na morte de cerca de 30 membros do Wagner. Prigojin também fez uma comparação favorável entre a capacidade do Wagner de ameaçar Moscou e o esforço fracassado do exército em capturar Kiev.

## Reações

### Rússia

#### Discurso de Putin
Vladimir Putin dirigindo-se à nação sobre a rebelião do Grupo Wagner Vladimir
Putin dirigiu-se à nação em 24 de junho, chamando as ações do Grupo Wagner de "traição" e prometendo tomar "medidas severas" para suprimir a rebelião. Ele afirmou que a situação ameaçava a existência da própria Rússia, traçando paralelos com a Revolução Russa, que ocorreu enquanto o Império Russo lutava na Frente Oriental da Primeira Guerra Mundial e levou à perda de territórios no Tratado de Brest-Litovski. Putin também apelou às forças do Wagner que, "por engano ou ameaças", foram "arrastadas" para participar da rebelião.
Em resposta, Prigojin afirmou que seu principal objetivo era remover Shoigu e Gerasimov do cargo e reiterou suas acusações de corrupção contra o Ministério da Defesa.
Após a transmissão do discurso de Putin, os canais de TV retomaram sua programação regular.

#### Figuras governamentais
Políticos estabelecidos na Rússia pediram a Prigojin que interrompesse sua rebelião e expressaram apoio a Putin. Dmitri Medvedev, líder do partido Rússia Unida, vice-presidente do Conselho de Segurança da Rússia e ex-presidente da Rússia, afirmou que "o mundo será levado à beira da destruição" se o Wagner conseguir tomar o controle do governo e ter acesso a armas nucleares.
O presidente da República da Chechênia, Ramzan Kadyrov, chamou a situação de "traição" e afirmou que suas tropas estavam a caminho das "zonas de tensão" para "preservar as unidades da Rússia e defender sua soberania". O patriarca Cirilo I de Moscou, da Igreja Ortodoxa Russa, convocou os russos a rezarem por Putin.

#### Oposição russa
Os grupos de oposição russos responderam de várias maneiras. O líder do Corpo Voluntário Russo, Denis Kapustin, elogiou Prigojin, afirmando que, embora ele e Prigojin estivessem "em lados opostos das barricadas" e tivessem "um ponto de vista diferente" em relação ao futuro da Rússia, ele considerava sinceramente Prigojin "um patriota da Rússia". Ele mais tarde convocou a se juntar à rebelião. A Legião da Liberdade da Rússia comparou os eventos aos ocorridos durante a Revolução Russa, mas aconselhou os leitores a lembrarem-se dos numerosos crimes de guerra do Wagner e instou as pessoas a não "atribuírem honra e bravura militar a Prigojin que não existem".
O ex-oligarca do petróleo e figura de oposição exilado, Mikhail Khodorkovsky, instou os russos a apoiarem Prigojin, dizendo que era importante apoiar "até mesmo o diabo" se ele decidisse enfrentar o Kremlin, mas mais tarde pediu aos russos que se armassem, afirmando que "Prigojin não é nosso amigo e nem mesmo nosso aliado". A Organização de Combate dos Anarco-Comunistas emitiu um comunicado, afirmando que "nem o regime de Putin nem Prigojin são nossos amigos. Nesta luta entre dois canibais, os anarquistas devem se manter afastados - deixe-os se sangrarem o máximo possível. Assim, eles não poderão perturbar as pessoas no futuro".

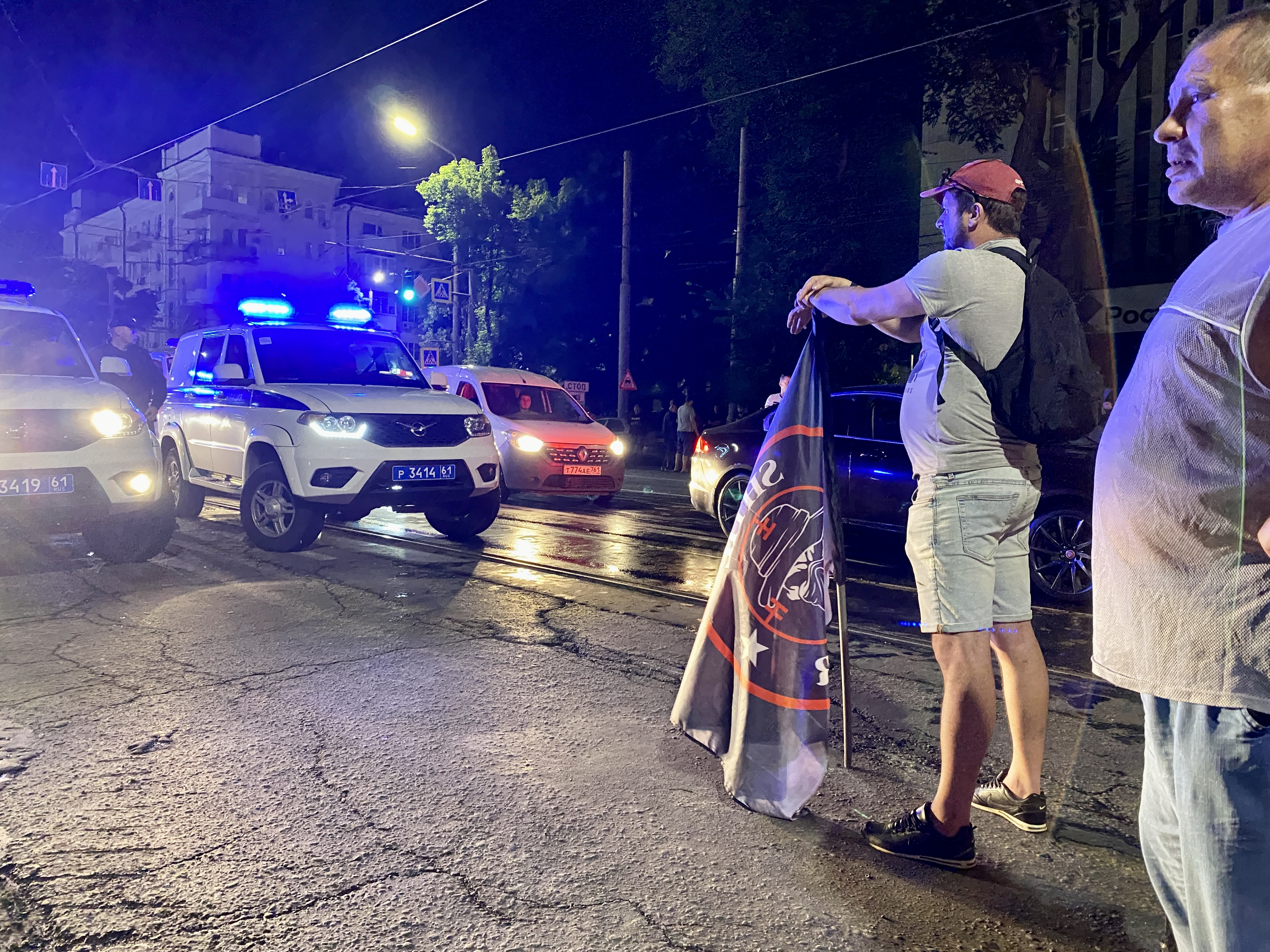
Um civil a segurar uma bandeira do Grupo Wagner diante de veículos policiais em Rostóvia do Dom, na noite de 24 de junho de 2023

### Mortes de Prigojin e Utkin
Em 23 de agosto, Prigojin e nove outras pessoas, incluindo o co-fundador do Grupo Wagner, Dmitry Utkin, morreram em um acidente de avião enquanto seu jato particular viajava de Moscou para São Petersburgo. A agência de mídia estatal russa TASS informou que Prigojin estava na lista de passageiros do voo. Um canal Telegram associado ao Grupo Wagner afirmou que o jato em que Prigojin estava foi abatido pelas defesas aéreas russas no Oblast de Tver, com muitos analistas afirmando que a morte da cúpula do grupo neste avião foi, na verdade, um assassinato político promovido pelo Kremlin e sancionado por Vladimir Putin.

### Mundo
Líderes ocidentais evitaram comentar diretamente sobre a rebelião enquanto ela estava em curso e imediatamente depois, temendo que Putin alegasse que se tratava de uma trama estrangeira, ao mesmo tempo em que surgiram preocupações sobre o controle do arsenal nuclear russo. O presidente dos EUA, Joe Biden, discutiu a situação com o presidente francês Emmanuel Macron, o chanceler alemão Olaf Scholz e o primeiro-ministro britânico Rishi Sunak. Em uma conversa telefônica em 24 de junho, o presidente turco Recep Tayyip Erdoğan informou Putin de que a Turquia está preparada para ajudar a encontrar uma "solução pacífica", ao mesmo tempo em que o instou a agir com bom senso.
Em resposta aos acontecimentos nos dias 23 e 24 de junho, a Estônia fortaleceu sua segurança nas fronteiras, enquanto a Letônia fechou sua fronteira com a Rússia e suspendeu a entrada de cidadãos russos. Na Geórgia, também houve pedidos para fechar a fronteira com a Rússia, mas o Ministério do Interior da Geórgia afirmou que isso não era necessário no momento.
Autoridades ucranianas, incluindo o presidente Volodymyr Zelensky e seu conselheiro Mykhailo Podolyak, afirmaram que a insurreição era evidência da instabilidade política, "fraqueza" e lutas internas entre a elite russa. O ministro das Relações Exteriores, Dmytro Kuleba, chamou a rebelião de uma oportunidade para a comunidade internacional "abandonar a falsa neutralidade" em relação à Rússia e fornecer a Kiev todas as armas necessárias para expulsar as forças russas da Ucrânia.
O ministro das Relações Exteriores da Moldávia, Nicu Popescu, afirmou que os eventos na Rússia eram prova de que a Moldávia deveria continuar em seu caminho de afastamento do "espaço eurasiático de destruição e guerra" e em direção à União Europeia, a fim de garantir paz, estabilidade e democracia no país.
A líder da oposição bielorrussa, Sviatlana Tsikhanouskaya, afirmou no Twitter que a rebelião expôs a "fraqueza" de Putin e de outros regimes ditatoriais e declarou que "devemos aproveitar esse momento". and stated that "We must seize this moment now." O comandante do Batalhão Kastuś Kalinoŭski, Dzianis Prokharaŭ, expressou um sentimento semelhante em um vídeo nas redes sociais, pedindo às forças militares bielorrussas que não interferissem nos eventos. Valery Sakhashchyk, Representante de Defesa e Segurança Nacional no Gabinete Transitório Unido Bielorrusso no exílio, pediu uma decisão rápida para "aproveitar essa chance histórica e se tornar um país europeu próspero" ou "perder tudo". Ele convocou as forças militares bielorrussas a afirmarem a independência da Bielorrússia em relação à Rússia, a "unir a nação" e a "sintonizar com nossa onda e permanecer em contato".
Milorad Dodik, presidente da República Sérvia e ex-presidente da Bósnia e Herzegovina, expressou apoio a Putin em "seus esforços para preservar a paz e a estabilidade interna na Rússia e restaurar a ordem nas forças militares e outras coisas", assim como a Coreia do Norte e a China. Muhoozi Kainerugaba, filho do presidente de Uganda e comandante do Comando de Forças Especiais, afirmou que Uganda poderia enviar soldados para a Rússia para ajudar Putin contra a rebelião, se necessário.

## Análise

### Segurança do regime
A rebelião - o primeiro evento desse tipo na Rússia desde a crise constitucional de 1993 - foi descrita como o maior desafio aos 23 anos de governo de Vladimir Putin. Muitos observadores internacionais afirmaram que a imagem de líder autoritário de Putin foi enfraquecida pela revolta. O Instituto para o Estudo da Guerra (ISW) comentou que "a rebelião expôs a fraqueza das forças de segurança russas e demonstrou a incapacidade de Putin em usar suas forças de forma oportuna para repelir uma ameaça interna, além de ter minado ainda mais seu monopólio sobre o uso da força". O secretário de Estado dos EUA, Antony Blinken, afirmou em 25 de junho que os eventos mostraram "rachaduras reais" no governo de Putin, observando: "Se colocarmos isso em contexto, há 16 meses Putin estava à porta de Kiev, na Ucrânia, buscando tomar a cidade em questão de dias e apagar o país do mapa. Agora, ele teve que defender Moscou, a capital da Rússia, contra um mercenário de sua própria criação".
Anne Applebaum escreveu na revista The Atlantic que o estímulo de Putin à apatia política na Rússia está se voltando contra ele, e "a fragilidade da ideologia deste regime e a fragilidade de seu apoio foram expostas de repente". Gideon Rachman argumentou no Financial Times que "a revolta aconteceu porque o projeto de Putin está se desmoronando. Esse processo provavelmente se acelerará após os eventos deste fim de semana". Mikhail Zygar, ex-editor do canal TV Rain, agora proibido, disse a David Remnick, da revista The New Yorker, que "Putin está mais fraco. Tenho a sensação de que ele não está realmente governando o país. Certamente, não da forma como costumava fazer".
A rebelião fracassada de Prigojin foi descrita como um esforço desesperado de última hora em uma luta perdida pelo poder contra facções dentro do establishment russo que ele desprezava. De acordo com alguns comentaristas políticos, a rebelião terminou com relativamente poucas repercussões imediatas para os perpetradores rotulados de traidores por Putin, sugerindo que o governo de Putin era fraco o suficiente para ser contestado.
O ISW comentou que "a rebelião expôs a fraqueza das forças de segurança russas e demonstrou a incapacidade de Putin de usar suas forças em tempo hábil para repelir uma ameaça interna e corroeu ainda mais seu monopólio da força"; e que as capacidades de combate dos militares russos não pareciam ser "substancialmente impactadas" pela rebelião.

### Motivo do fracasso
De acordo com a analista política Tatiana Stanovaya, Prigojin "foi pego de surpresa pela reação de Putin e se viu despreparado para assumir o papel de revolucionário". James Risen comentou no The Intercept que "as forças fortemente armadas do [Grupo] Wagner tinham pelo menos o potencial de superar os serviços de segurança russos restantes que guardavam Moscou".
Autoridades ocidentais acreditavam que Prigojin teria enfrentado uma derrota decisiva se tivesse tentado capturar Moscou e que essa provavelmente foi a razão pela qual Prigojin acabou concordando com uma resolução negociada. Apesar de ter recebido apoio de algumas unidades do exército russo, a liderança do Grupo Wagner não recebeu apoio de nenhum oficial militar de alta patente ou de algum político proeminente, tão pouco angariou apoio significativo dentre a população civil russa.
De acordo com uma análise do The Guardian, "o consenso emergente - de especialistas e nas capitais ocidentais - é que [a rebelião] foi nem tanto uma tentativa de golpe e mais uma demonstração impulsiva que rapidamente saiu do controle". De acordo com o The Guardian, ataques aéreos na coluna foram conduzidos porque nenhuma força de defesa terrestre estava disponível para conter o comboio e com as defesas de Moscou deficientes, era concebível que o comboio de Wagner tivesse penetrado nas linhas defensivas erguidas às pressas no rio Oka e alcançado o círculo viário em torno da capital russa e possivelmente a conquistaria, no entanto, isso pode ter sido um ato fútil, pois estava ficando cada vez mais claro que ele falhou em reunir o apoio fora de sua organização, que era essencial para o sucesso de sua rebelião. O Instituto para o Estudo da Guerra (ISW) avaliou que o Grupo Wagner apostava em reunir rapidamente apoio suficiente de setores militares regulares para viabilizar um conflito armado com forças leais ao Ministério da Defesa.

### Impacto na invasão da Ucrânia
De acordo com a avaliação do ISW em 25 de junho, as capacidades de combate das forças militares russas não pareciam ter sido "impactadas de forma substancial" pela rebelião.